# José Palacios Montalvo
José Alfonso Palacios Montalvo (31 de diciembre de 1898 - 17 de octubre de 1974), fue un compositor mexicano, nacido y fallecido en la Ciudad de México, que fue socio fundador de la Sociedad de Autores y Compositores de México.

## Datos biográficos
Fue el primogénito de ocho hijos de Ricardo Palacios y María Montalvo. En un entorno familiar de artistas -ya que el padre era actor y la madre cantaba-, Palacios Montalvo desarrolló sus aptitudes musicales estudiando el piano.
En la segunda década del siglo XX, cuando llegó al poder en México Adolfo de la Huerta, se estrenó la revista teatral La huerta de don Adolfo, escrita por Antonio Guzmán Aguilera, versificador zacatecano, y musicalizada por José Alfonso Palacios Montalvo. La obra incluyó el alegre foxtrot Los pavitos, y los cuplés de don Simón, en los que, disfrazada intervenía María Conesa, bella artista española que eligió a México como su segunda patria.  En 1920 se estrenó en el Teatro Lírico de la Ciudad de México, otra revista de corte político: El jardín de Obregón, en alusión al presidente Álvaro Obregón, también de la autoría de Guzmán Aguilera y de José Palacios. En esta revista teatral se incluyó el foxtrot Mi querido capitán, con letra y música de Palacios Montalvo, que fue un éxito musical y cuya  interpretación estuvo a cargo de Celia Montalván.
José Palacios fue parte del grupo de compositores, encabezado por los maestros Alfonso Esparza Oteo, Ignacio Fernández Esperón, Tata Nacho y Mario Talavera que fundaron el Sindicato Mexicano de Autores, Compositores y Editores de Música (SMACEM), que se convirtió en la Sociedad de Autores y Compositores de México.
Fue representante de artistas como Marco Antonio Muñiz, Julio Alemán, Ana Bertha Lepe, Cantinflas, Carlos Lico y otros. 
José Alfonso Palacios Montalvo, a quien durante un tiempo se conoció en el medio artístico como El Muerto Palacios, ya que vivió un episodio cataléptico en el que se le dio por muerto, falleció realmente en la Ciudad de México, el 17 de octubre de 1974.